# Oligosoma
Oligosoma ist eine 57 Arten umfassende Gattung von Skinken, die in Neuseeland, auf der Norfolkinsel und auf der Lord-Howe-Insel vorkommen.

## Merkmale
Mit einer Gesamtlänge bis 114 mm und einem Gewicht bis 32,6 g sind die neuseeländischen Skinke relativ groß. Ihre allgemeine Körperform entspricht eher der einer Eidechse als der eines Skinks. Schwanzbrüche sind gering, aber möglicherweise liegen für eine adäquate Bewertung zu wenige Informationen vor. Sie haben keine blauen Schwänze. Größenunterschiede zwischen den Geschlechtern sind nicht bekannt, aber sie unterscheiden sich gelegentlich in der Hautfärbung und in der Saisonfärbung. Im Allgemeinen sind sie jedoch sexuell gleichartig.

## Arten
Zur Gattung Oligosoma gehören aktuell folgende 55 rezente Arten:
- Oligosoma acrinasum (Hardy, 1977)
- Oligosoma aeneum (Girard, 1858)
- Oligosoma alani (Robb, 1970)
- Oligosoma albornense Melzer, Hitchmough, Bell,Chapple & Patterson, 2019
- Oligosoma auroraense Melzer, Hitchmough, Bell, Chapple & Patterson, 2019
- Oligosoma aureocola Knox, Patterson & Chapple, 2023
- Oligosoma awakopaka Jewell, 2017
- Oligosoma burganae Chapple, Bell, Chapple, Miller, Daugherty & Patterson, 2011
- Oligosoma chloronoton (Hardy, 1977)
- Oligosoma elium Melzer, Bell & Patterson, 2017
- Oligosoma eludens Knox, Chapple & Bell, 2024
- Oligosoma fallai (Mccann, 1955)
- Oligosoma grande (Gray, 1845)
- Oligosoma hardyi (Chapple, Patterson, Bell & Daugherty, 2008)
- Oligosoma homalonotum (Boulenger, 1906)
- Oligosoma hoparatea Whitaker, Chapple, Hitchmough, Lettink & Patterson, 2018
- Oligosoma inconspicuum (Patterson & Daugherty, 1990)
- Oligosoma infrapunctatum (Boulenger, 1887) (Möglicherweise bereits ausgestorben)
- Oligosoma judgei Patterson & Bell, 2009
- Oligosoma kahurangi Patterson & Hitchmough, 2021
- Oligosoma kakerakau Barr, Chapple, Hitchmough, Patterson & Board, 2021
- Oligosoma kokowai Melzer, Bell & Patterson, 2017
- Oligosoma levidensum (Chapple, Patterson, Bell & Daugherty, 2008)
- Oligosoma lichenigera (O’Shaughnessy, 1874)
- Oligosoma lineoocellatum (Duméril, 1851)
- Oligosoma longipes Patterson, 1997
- Oligosoma maccanni (Hardy, 1977)
- Oligosoma macgregori (Robb, 1975)
- Oligosoma microlepis (Patterson & Daugherty, 1990)
- Oligosoma moco (Duméril & Bibron, 1839)
- Oligosoma newmani Wells & Wellington, 1985
- Oligosoma nigriplantare (Peters, 1874)
- Oligosoma notosaurus (Patterson & Daugherty, 1990)
- Oligosoma oliveri (Mccann, 1955)
- Oligosoma ornatum (Gray, 1843)
- Oligosoma otagense (Mccann, 1955)
- Oligosoma pachysomaticum (Robb, 1975)
- Oligosoma pikitanga Bell & Patterson, 2008
- Oligosoma polychroma (Patterson & Daugherty, 1990)
- Oligosoma prasinum Melzer, Bell & Patterson, 2017
- Oligosoma repens Chapple, Bell, Chapple, Miller, Daugherty & Patterson, 2011
- Oligosoma robinsoni Wells & Wellington, 1985
- Oligosoma roimata Patterson, Hitchmough & Chapple, 2013
- Oligosoma salmo Melzer, Hitchmough, Bell, Chapple & Patterson, 2019
- Oligosoma smithi (Gray, 1845)
- Oligosoma stenotis (Patterson & Daugherty, 1994)
- Oligosoma striatum (Buller, 1871)
- Oligosoma suteri (Boulenger, 1906)
- Oligosoma taumakae Chapple & Patterson, 2007
- Oligosoma tekakahu Chapple, Bell, Chapple, Miller, Daugherty & Patterson, 2011
- Oligosoma toka Chapple, Bell, Chapple, Miller, Daugherty & Patterson, 2011
- Oligosoma townsi (Chapple, Patterson, Gleeson, Daugherty & Ritchie, 2008)
- Oligosoma waimatense (Mccann, 1955)
- Oligosoma whitakeri (Hardy, 1977)
- Oligosoma zelandicum (Gray, 1843)

Oligosoma carinacauda Bell & Patterson, 2024, ehemals Oligosoma aff. inconspicuum ‘Okuru’, ist ein im Jahr 2024 beschriebenes Taxon aus der Region Okuru auf der Südinsel von Neuseeland, das nur von einem Exemplar aus dem Jahre 2000 bekannt geworden ist. Da sein Lebensraum stark beeinträchtigt ist, könnte es bereits ausgestorben sein.
Subfossile Arten:
- Oligosoma northlandi (Worthy, 1991)

Die ehemalige Art Oligosoma gracilicorpus gilt heute als Synonym von Oligosoma homalonotum. Die Gattung Cyclodina mit neun rezenten Arten und der ausgestorbenen Art Cyclodina northlandi wurde 2009 mit der Gattung Oligosoma synonymisiert.

## Lebensraum
Oligosoma-Arten sind in den intermediären und nassen Zonen überrepräsentiert. Unter den Lebensraumtypen sind sie nur in den Küstengebieten überrepräsentiert. In sandigen Gebieten, Uferzonen und menschlichen Lebensräumen sind sie durchschnittlich vertreten.

## Lebensweise
60 % der Oligosoma-Arten sind gewöhnlich standorttreue tagaktive, bodenlebende Echsen, 20 % leben versteckt im Laubstreu, 14 % sind nachtaktive bodenlebende Echsen, 3 % sind Eremiten in den Felsspalten und 3 % sind am Boden jagende baumlebende Echsen. Sie sind gleichermaßen vielfältig in Bezug auf Nahrung, Art der Nahrungssuche, Tagesaktivitätsmuster, Tarnverhalten gegenüber Beutegreifern, Körpertemperaturregelung, Mikrohabitaten und Lebensräumen. Mit Ausnahme einer neuseeländischen Art (Oligosoma suteri) und einer Insel-Art (Oligosoma lichenigera) sind sie durchweg lebendgebärend. 53 % der Oligosama-Arten werden von Allesfressern repräsentiert, 37 % ernähren sich von Wirbellosen. Es gibt eine Reihe von Nahrungsbestandteilen: Beeren sind die bevorzugte Nahrung für Oligosoma burganae, Oligosoma inconspicuum und Oligosoma maccanni. Es gibt Berichte von Erdbeerbauern, in denen die Skinke als Schädlinge auf den Anbaufeldern bezeichnet werden. Spinnen sind die Hauptnahrung für Oligosoma burganae, Oligosoma maccanni, Oligosama polychroma und Oligosoma zelandicum. Von Oligosoma fallai, Oligosoma olivera und Oligosama smithi ist bekannt, dass sie Aas fressen. Ein Skink der Art Oligosoma lichenigera (Norfolkinsel und Lord-Howe-Insel) wurde einmal dabei beobachtet, wie er ein Ei rollte, bis es zerbrach und er dann seinen Inhalt aufleckte. Von zwei Arten (Oligosoma acrinasum, Oligosoma suteri) ist bekannt, dass sie in der Gezeitenzone auf Nahrungssuche gehen. Die Reviergrößen sind klein, basierend auf Angaben über Oligosoma burganae (20 m²), Oligosoma grande (154 m²), Oligosoma maccanni (300 m²), Oligosoma oliveri (15 m²), Oligosoma polychroma (28 m²) und Oligosoma zelandicum (15 m²). Alle vier Tagesaktivitätsmuster sind vertreten: kathemeral (bei 22 % der Arten), dämmerungsaktiv (bei 8 %), tagaktiv (bei 62 %) und nachtaktiv (bei 8 %). Dies spiegelt möglicherweise die Wahrscheinlichkeit wider, dass sie je nach Jahreszeit die Aktivitätszeit wechseln. Bis zu acht Individuen von Oligosoma oliveri wurden beobachtet, wie sie nachts gleichzeitig Wasser aus demselben Gewässer leckten. Zweiundzwanzig Prozent sind auffallend vorsichtig. 60 % der Arten verlassen sich auf ihre Tarnung als primäres Verhalten gegenüber Beutegreifern. 40 % der Arten ziehen sich in eine Felsspalte oder einem Bau zurück. Die mittlere aktive Körpertemperatur liegt bei sehr kühlen 20,8° C. Mindestens 30 % der Arten nutzen Höhlen für die tägliche Zuflucht. Die sozialen Beziehungen sind vielfältig: 17 % der Arten leben einzeln, 50 % leben in Gruppen von mehreren Familienmitgliedern. Männliche Hierarchien wurden bei 9 % der Arten festgestellt. Mindestens drei Arten (Oligosoma burganae, Oligosoma inconspicuum und Oligosoma polychroma) wurden beobachtet, die ihr Revier gegenüber anderen Skinkarten verteidigten, was entweder auf einen Mangel an Signalen zur Arterkennung oder auf verhaltensmäßig vermittelte interspezifische Konkurrenz hindeutet. Die Wurfzahlen liegen leicht unter dem Durchschnitt. Ihr ontogenetisches Körperlängenspektrum ist etwas klein, was auf vergleichsweise große Neugeborene hindeutet. Die Brutzeit ist etwas lang, basierend auf den beiden eierlegenden Arten Oligosoma suteri und Oligosoma lichenigera, vermutlich eine Folgeerscheinung ihrer kalten Umgebung. Gemeinschaftliche Eiablage findet sich bei Oligosoma suteri. Die Lebensdauer ist lang, wobei die längsten Maxima bei Oligosoma otagense (44 Jahre), Oligosoma grande (30 Jahre) und Oligosoma alani (20 Jahre) dokumentiert sind. Die kürzeste Lebensdauer findet sich bei Oligosoma moco (3 Jahre) und bei Oligosoma polychroma (6 Jahre).

## Status
In der Roten Liste der IUCN sind 51 Arten erfasst, darunter werden 8 Arten als vom Aussterben bedroht, 15 als stark gefährdet, 14 als gefährdet, 3 als potentiell gefährdet und 11 als nicht gefährdet klassifiziert. Oligosoma infrapunctatum und Oligosoma carinacauda sind möglicherweise ausgestorben und Oligosoma northlandi ist nur subfossil bekannt.